# Kevin J. O'Connor
Kevin James O'Connor (Chicago, 15 de noviembre de 1963) es un actor estadounidense. Es conocido sobre todo por su participación en películas como La momia, Lord of Illusions, F/X2, Van Helsing y There Will Be Blood. Es colaborador habitual del director Stephen Sommers, habiendo aparecido en varias de sus películas.

## Biografía
O'Connor nació en Chicago, Illinois, hijo de Patricia Connelly, una maestra, y James O'Connor, un agente de policía retirado. Tiene un hermano, Christopher O'Connor, quien enseña arte y latín en el Lenart Elementary Regional Gifted Center, en Chicago. Se formó como actor en la Goodman School of Drama en la Universidad DePaul. 
Hizo su debut en la pantalla grande en el año 1986 en el papel de un estudiante rebelde, Michael Fitzsimmons, en la película Peggy Sue Got Married, de Francis Ford Coppola. O'Connor trabajó con el escritor y director Stephen Sommers en la película de ciencia ficción y aventuras del año 1998 Deep Rising. Desde ese momento se convirtió en un habitual de los filmes de Sommers, apareciendo en papeles secundarios en La momia, donde interpreta al traicionero Beni, y Van Helsing, como Igor, el ayudante del Conde Drácula. En 2007 apareció en la película There Will Be Blood (conocida en español como Pozos de ambición), en el papel de Henry.

## Filmografía

### Cine
| Año  | Título                                         | Personaje              | Observaciones            |
| ---- | ---------------------------------------------- | ---------------------- | ------------------------ |
| 1986 | One More Saturday Night                        | Hood                   |                          |
| 1986 | Peggy Sue Got Married                          | Michael Fitzsimmons    |                          |
| 1988 | Candy Mountain                                 | Julius                 |                          |
| 1988 | The Moderns                                    | Ernest Hemingway       |                          |
| 1988 | The Caine Mutiny Court-Martial                 | Teniente Thomas Keefer | Película para televisión |
| 1989 | Señales de vida                                | Eddie Johnson          |                          |
| 1989 | Steel Magnolias                                | Sammy Desoto           |                          |
| 1990 | Love at Large                                  | Art el labriego        |                          |
| 1991 | F/X2                                           | Matt Neely             |                          |
| 1992 | Equinox                                        | Russell Franks         |                          |
| 1992 | Hero                                           | Chucky                 |                          |
| 1994 | No Escape                                      | Stephano               |                          |
| 1994 | Color of Night                                 | Casey Heinz            |                          |
| 1995 | Canadian Bacon                                 | Roy Boy                |                          |
| 1995 | Virtuosity                                     | Clyde Reilly           |                          |
| 1995 | Lord of Illusions                              | Philip Swann           |                          |
| 1996 | Hit Me                                         | Cougar                 |                          |
| 1997 | Chicago Cab                                    | Southside guy          |                          |
| 1997 | The Love Bug                                   | Roddy Martel           | Película para televisión |
| 1997 | Amistad                                        | Misionero              |                          |
| 1998 | Dioses y monstruos                             | Harry                  |                          |
| 1998 | Deep Rising                                    | Joey "Tooch" Pantucci  |                          |
| 1998 | Black Cat Run                                  | Hobbs                  | Película para televisión |
| 1999 | La momia                                       | Beni Gabor             |                          |
| 1999 | Chill Factor                                   | Telstar                |                          |
| 1999 | If... Dog... Rabbit                            | Jamie Cooper           |                          |
| 2004 | Van Helsing                                    | Igor                   |                          |
| 2006 | Kettle of Fish                                 | Harry                  |                          |
| 2007 | Seraphim Falls                                 | Henry                  |                          |
| 2007 | Flight of the Living Dead: Outbreak on a Plane | Frank                  |                          |
| 2007 | There Will Be Blood                            | Henry Plainview        |                          |
| 2009 | G.I. Joe: The Rise of Cobra                    | Doctor Mindbender      |                          |
| 2012 | The Master                                     | Bill William           |                          |
| 2016 | The Cleanse                                    | Fredericks             |                          |
| 2018 | Widows                                         | Bobby Welsh            |                          |
| 2018 | Buck Run                                       | John Yoder             |                          |
| 2018 | Exorcism at 60,000 Feet                        | Buzz                   |                          |
| 2019 | Captive State                                  | Kermode                |                          |

### Televisión
| Año       | Título                       | Rol                           | Notas                                          |
| --------- | ---------------------------- | ----------------------------- | ---------------------------------------------- |
| 1979      | Hawaii Five-O                | Técnico de laboratorio        | Episodio: "Use a Gun, Go to Hell"              |
| 1988      | Tanner '88                   | Hayes Taggerty                | 7 episodios                                    |
| 1991      | Law & Order                  | Patrick McCarter              | Episodio: "The Troubles"                       |
| 1994      | Birdland                     | Mr. Horner                    | 7 episodios                                    |
| 2000      | The Others                   | Warren Day                    | 13 episodios                                   |
| 2001      | Gideon's Crossing            | Dr. Michael Pirandello        | Episodio: "The Mistake"                        |
| 2004      | Century City                 | Henry Krell                   | Episodio: "A Mind is a Terrible Thing to Lose" |
| 2005      | Law & Order: Criminal Intent | Dr. Evan Chapel               | Episodio: "Grow"                               |
| 2009      | The Beast                    | Harry Conrad                  | 13 episodios                                   |
| 2012–2013 | The Mob Doctor               | Stavos Kazan                  | 9 episodios                                    |
| 2014—2015 | Chicago P.D.                 | Comandante Fischer            | 12 episodios                                   |
| 2016      | 11.22.63                     | Hombre de la tarjeta amarilla | 5 episodios                                    |
| 2017      | The Blacklist                | Calvin Dawson                 | Episodio: "The Travel Agency (No. 90)"         |